# Csíkbánkfalva
Csíkbánkfalva (románul Bancu, korábban Bancfalău) falu Romániában Hargita megyében. Közigazgatásilag Csíkszentgyörgyhöz tartozik.

## Fekvése
A falu Csíkszeredától 17 km-re délkeletre a Fiság-patak völgyében fekszik.

## Nevének eredete
Nevét Bánk nevű alapítójáról kaphatta. Mai jelzős magyar nevét 1911-ben kapta.

## Története
Területe ősidők óta lakott. A falu keleti végén neolitikumi település nyomait tárták fel. 1910-ben 1495, túlnyomórészt magyar lakosa volt. A trianoni békeszerződésig Csík vármegye Kászonalcsíki járásához tartozott. 1992-ben 1344 lakosából 2 román kivételével mind magyarok voltak.

## Látnivalók
- Keleti határában az Szentegyházas-patak völgyében borvízforrások körül épült Adorjánfürdő. 1947-ben létesítette Adorján Albert helyi lakos.
- Szent János kápolnája 1700-ban épült.

## Borvízforrások és népi fürdők
- Csíkbánkfalva borvízforrásai
- Adorjánfürdő (Csíkbánkfalva)

## Híres emberek
- Itt született Madár Imre (1825/1828-1905) az 1848–49-es forradalom és szabadságharc főhadnagya, a márciusi ifjak egyike, a csíksomlyói főgimnázium tanára, Csík vármegye főjegyzője.[3]
- Itt született vitéz dr. Molnár Károly (1894-2001), orvos-tábornok, "az utolsó magyar király utolsó katonája", a Semmelweis Egyetem arany, gyémánt, vas, rubint és gránit okleveles orvosa.[4]
- Itt született Balogh István (1924-2016) grafikus, plakáttervező, a Széchenyi Irodalmi és Művészeti Akadémia rendes tagja.

## Testvértelepülései
- Aparhant, Magyarország[5]
- Bakonybánk, Magyarország